# High Raise
High Raise är en ås i Storbritannien.   Den ligger i riksdelen England, i den centrala delen av landet, 400 km nordväst om huvudstaden London. High Raise ingår i Cumbrian Mountains.